# المحدادة (إب)

تعديل مصدري - تعديل

المحدادة هي إحدى قرى عزلة شعب يافع بمديرية إب التابعة لمحافظة إب، بلغ تعداد سكانها 602 نسمة حسب تعداد اليمن لعام 2004.